# 瓜馬爾
瓜馬爾是哥倫比亞的城鎮，位於該國北部，由馬格達萊納省負責管轄，距離首府聖瑪爾塔330公里，始建於1747年7月16日，面積554平方公里，海拔高度20米，2005年人口26,206。

## 外部連結
- （西班牙文） Guamal official website

9°08′50″N 74°13′48″W / 9.14722°N 74.23°W